# Presbytis potenziani
Presbytis potenziani är en däggdjursart som först beskrevs av Bonaparte 1856.  Presbytis potenziani ingår i släktet bladapor och familjen markattartade apor. Det svenska trivialnamnet Mentawaibladapa förekommer för arten.
Inga underarter finns listade i Catalogue of Life. Wilson & Reeder (2005) skiljer mellan två underarter.
Denna bladapa förekommer på Mentawaiöarna söder om Sumatra. Habitatet utgörs av fuktiga skogar och dessutom uppsöker arten jordbruksmark. Den når en kroppslängd (huvud och bål) av 44 till 58 cm och en svanslängd av 50 till 64 cm. Vikten är 5,4 till 7,3 kg. Pälsen har på ryggen, svansen, extremiteternas ovansida och på en kam tvärs över hjässan en mörkgrå till svart färg. På bröstet, vid flera ställen i ansiktet och ibland vid svansens spets är pälsen vitaktig. Andra delar av kroppen har en mörkorange till ljusorange färg.
Individerna äter främst blad som kompletteras med frukter, blommor, bark, frön och trädens vätskor.
Arten jagas för köttets skull och den dödas av bönder som betraktar den som skadedjur på odlade växter. Några individer faller offer för trafikolyckor och ibland fångas ungdjur för att hålla de som sällskapsdjur. IUCN kategoriserar arten globalt som starkt hotad.